# Coccophagus coccidarum
Coccophagus coccidarum is een vliesvleugelig insect uit de familie Aphelinidae. De wetenschappelijke naam is voor het eerst geldig gepubliceerd in 1949 door Ghesquière.